# رؤیا صابری‌نژاد نوبخت
رؤیا صابری نژاد نوبخت (زاده ۱۳۴۵) یک زندانی سیاسی است. او که تابعیت دوگانه ایرانی و بریتانیایی دارد از سال ۹۲ و پس از سفر به ایران زندانی شد و به اتهام توهین به مقدسات و توهین به مقامات از طریق فعالیت سایبری به ۵ سال زندان محکوم شده‌است.
رؤیا صابری نژاد ابتدا به ۱۸ سال و نیم زندان محکوم شد که با اعمال ماده ۱۳۴ قانون مجازات اسلامی به ۵ سال کاهش یافت.
رؤیا صابری نژاد نوبخت مهرماه سال ۱۳۹۲ برای دیدار با اقوام و خانواده اش به ایران سفر کرد و زمان ورود به فرودگاه شیراز توسط نیروهای امنیتی بازداشت و زندانی شد. پرونده او در شعبه بیست و هشت دادگاه انقلاب به ریاست قاضی مقیسه رسیدگی شده و به بیست سال حبس تعزیری محکوم شد. رؤیا صابری نژاد در استاکپورت در حومه شهر منچستر دانشجو بود و هم‌اکنون با زندانی شدن در ایران از ادامه تحصیلش بازمانده است. او که به شدت تحت فشار بوده و وزنش کاهش یافته و هم‌اکنون در بند نسوان زندان اوین به سر می‌برد.
داریوش تقی پور، همسر خانم رؤیا صابری نژاد نوبخت گفت: «نه او (رؤیا صابری نژاد)، نه خود من، نه خانواده من و نه خانواده رؤیا هیچ‌کدام مسائل سیاسی اصلاً نداریم و واقعاً هم وابستگی به هیچ گروه یا شخصی هم نداریم.» همچنین دربارهٔ اتهام و دستگیری همسرش ادعا کرد: «همسرم روی کامپیوتر و با فیس‌بوک با چند نفر آشنا شده بود و برای دیدار با همین دوستان فیس‌بوکی، به شیراز رفته بودند و آن‌جا دستگیر شدند. گفتند به خاطر این‌که خط قرمز را رد کرده و یک سری مسائل نوشته و یک سری مسائل را همخوان (شیر) کرده دستگیر و به ۲۰ سال زندان محکوم شده است.»